# Widdringtonia
Widdringtonia, auch Afrikazypresse genannt, ist eine Pflanzengattung in der Familie der Zypressengewächse (Cupressaceae).

## Beschreibung
Die Widdringtonia-Arten zeichnen sich dadurch aus, dass sie an Feuer gut adaptiert sind (Waldbrand).
Die Widdringtonia-Arten sind immergrüne Sträucher oder Bäume. Das Holz duftet aromatisch. Die Pflanzen bilden unterschiedliche Jugend- (Juvenil-) und Altersblätter (adulte Blätter) aus. Die Juvenil-Blätter sind nadelartig und spiralig angeordnet, die adulten Blätter schuppenförmig und eng an die Zweige angepresst, dabei gegenständig oder wechselständig.

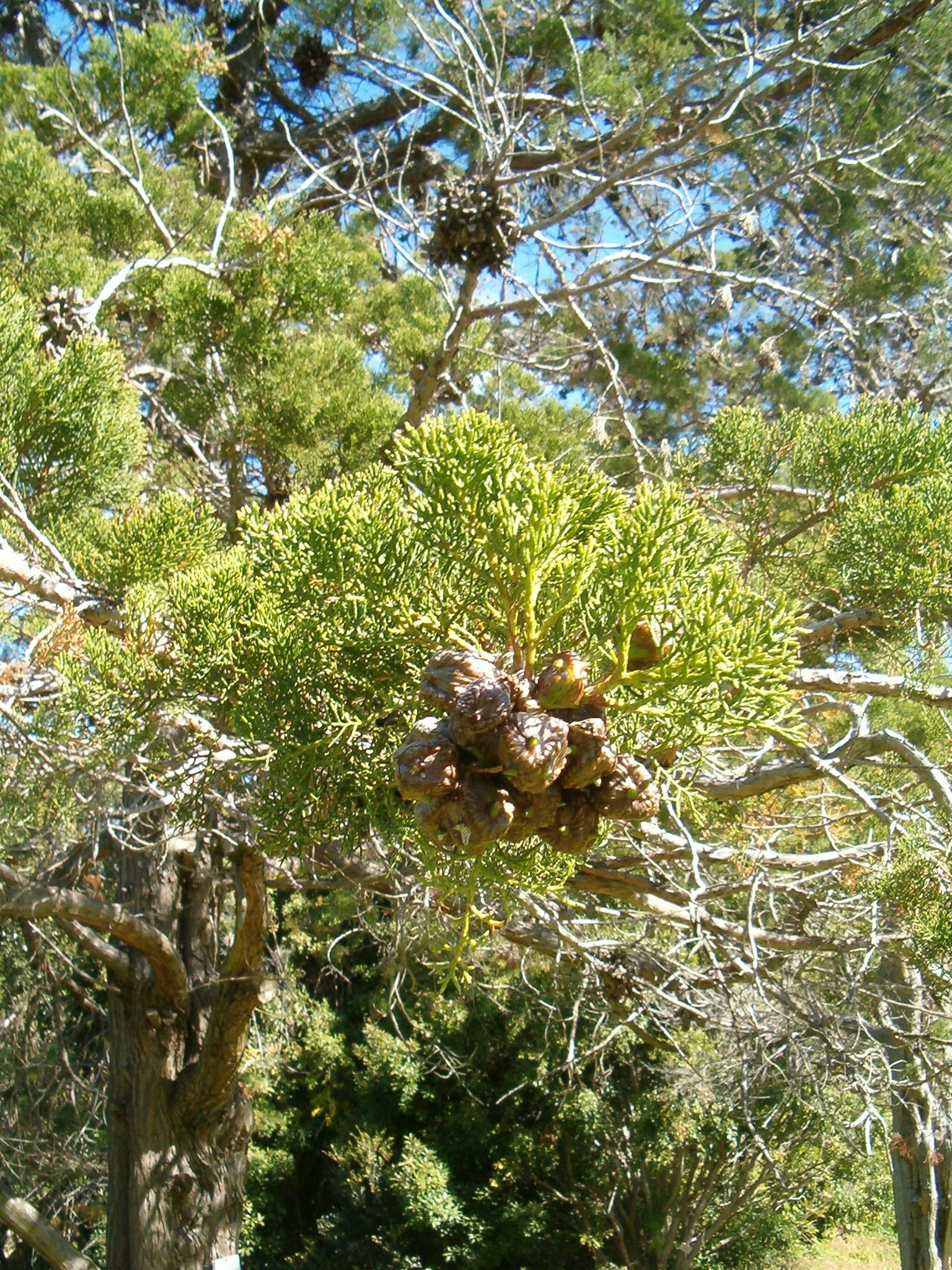
Milanji-Afrikazypresse (Widdringtonia nodiflora) mit Zapfen

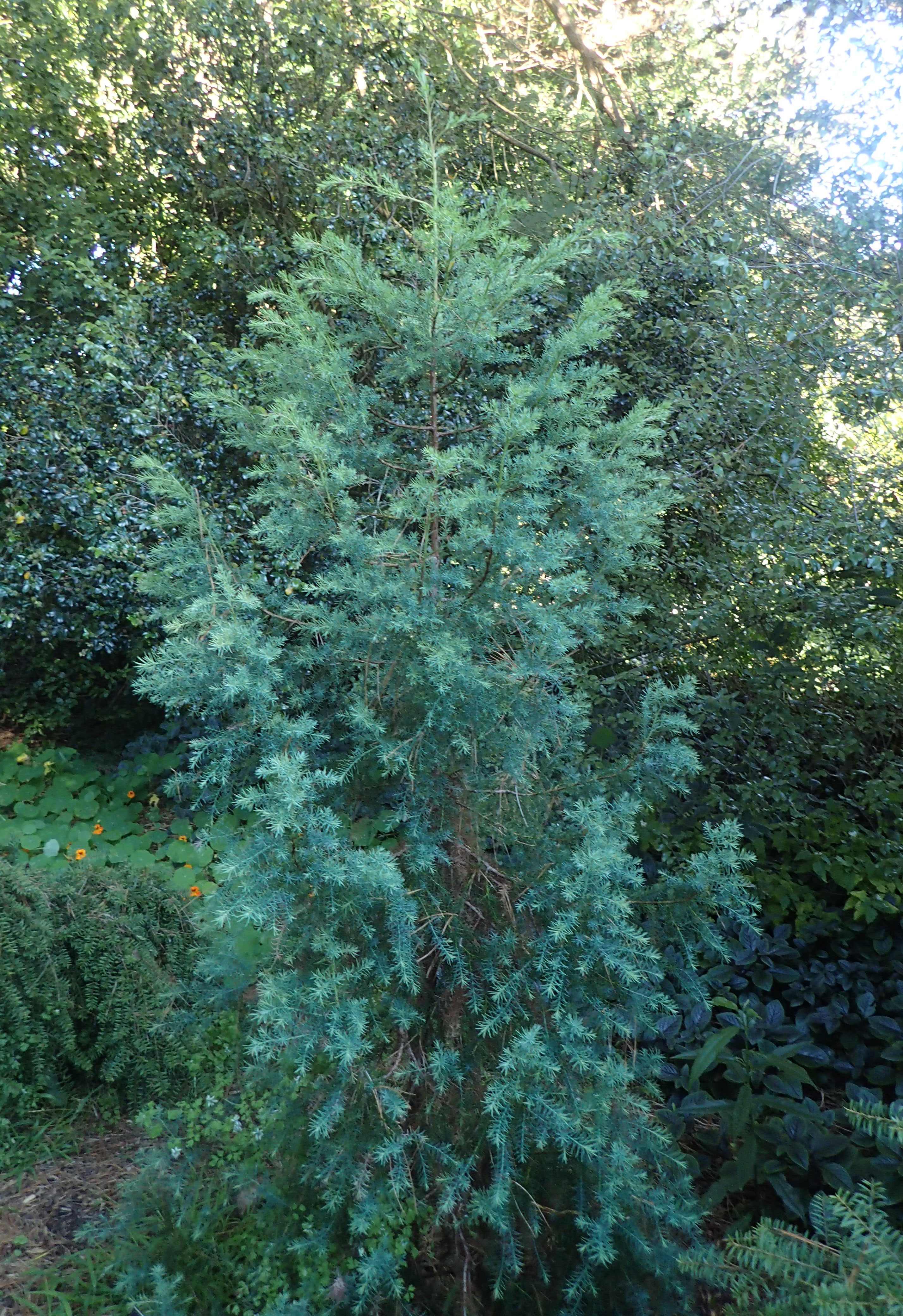
Schwarzens Afrikazypresse (Widdringtonia schwarzii)

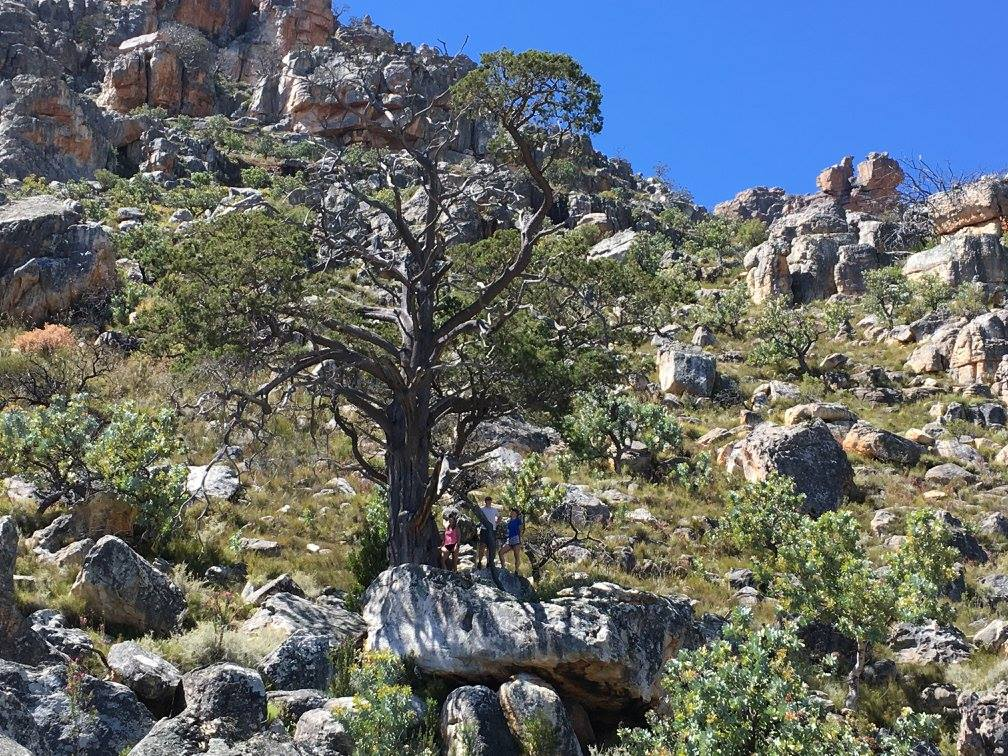
Clanwilliam-Afrikazypresse (Widdringtonia wallichii) in den Zederbergen

Die Widdringtonia-Arten sind einhäusig getrenntgeschlechtig (monözisch). Die männlichen Zapfen sind rund vier Millimeter lang und stehen endständig an kurzen Seitenzweigen. Die weiblichen Zapfen sind holzig und 13 bis 25 Millimeter im Durchmesser. Sie stehen einzeln oder in Gruppen an Langtrieben. Die Zapfenschuppen stehen zu viert, seltener zu sechst, in mehreren aufeinanderfolgenden Wirteln. Die weiblichen Zapfen öffnen sich für die Bestäubung und schließen sich dann wieder. Jede Zapfenschuppe ist am apikalen Ende verdickt und verholzt. An der Basis der Zapfenschuppen sitzen mehrere Samenanlagen. Die Samen haben papierartige Flügel.

## Gefährdung
Die Bestände der Widdringtonia-Arten sind durch Abholzung stark zurückgegangen. Umfangreiche Wälder mit Widdringtonia-Arten finden sich nur noch an den Hängen des Mount Mulanje in Malawi.

## Systematik und Verbreitung
Die Gattung Widdringtonia wurde von Stephan Ladislaus Endlicher benannt zu Ehren von Samuel Edward  Widdrington (1787–1856) (eigentlich  Samuel Edward Cook, er nahm 1840 den Namen  seiner Mutter an), einem englischen Marineoffizier und Schriftsteller, der auch Pflanzen sammelte.
Synonyme von Widdringtonia Endl. sind: Pachylepis Brongn., Parolinia Endl.
Die drei oder vier Widdringtonia-Arten gehören zu den wenigen Arten der Ordnung der Kiefernartigen (Pinales), die im Afrika südlich der Sahara vorkommen. Sie wachsen in der Republik Südafrika, Malawi, Mosambik und Simbabwe.
Je nach Autor gibt es in der Gattung Widdringtonia drei bis sieben Arten:
- Milanji-Afrikazypresse (Widdringtonia nodiflora (L.) Powrie): Sie ist in Malawi, Mosambik und Simbabwe bis Südafrika verbreitet.[3]
- Schwarzens Afrikazypresse (Widdringtonia schwarzii (Marloth) Mast.): Sie kommt nur im Ostkap vor.[3]
- Clanwilliam-Afrikazypresse (Widdringtonia wallichii Endl. ex Carrière, Syn.: Widdringtonia cedarbergensis J.A.Marsh): Sie kommt nur in den Zederbergen in Südafrika vor.[3]
- Afrikanische Zeder oder Whytes Afrikazypresse (Widdringtonia whytei Rendle, Syn.: Widdringtonia nodiflora var. whytei (Rendle) Silba): Sie kommt nur in Malawi im Mulanjemassiv und am Mount Mchese vor.[3]